# Внешняя политика Нигерии
Внешняя политика Нигерии (англ. Foreign relations of Nigeria) — это общий курс Федеративной Республики Нигерии в международных делах. Внешняя политика регулирует отношения Нигерии с другими государствами. Реализацией этой политики занимается Министерство иностранных дел Нигерии.
Нигерия является важным членом Африканского Союза, Движения неприсоединения и ЭКОВАС.

## История
7 октября 1960 года Нигерия была принята в ООН и с тех пор является членом Экономической комиссии для Африки и практически всех нерегиональных специализированных агентств. Является также членом Содружества наций, Группы 77, Африканского союза, Всемирной торговой организации. С июня 1971 года Нигерия является членом ОПЕК. Нигерия также состоит в ряде региональных организаций — Комитете по бассейну Нигера и Комиссии по бассейну озера Чад.